# 大矢明彦
大矢 明彦（おおや あきひこ、1947年12月20日 - ）は、東京都大田区出身の元プロ野球選手（捕手）・コーチ・監督、解説者。
セ・リーグ初の捕手部門のダイヤモンドグラブ賞を受賞している。
二女の大矢陽子は、2004年から2005年に横浜ベイスターズ2代目オフィシャル・リポーターを務めていた。

## 経歴

### プロ入りまで
歯科技工士の父が率いるチームで野球を始め、中等部から進んだ早実高では2年次の1964年、前年春の選抜で準決勝進出を果たした織田和男、新藤克己の両投手とバッテリーを組み、夏の甲子園東京都予選に出場。優勝候補と目され決勝に進出するが、修徳高のエース成田文男に抑えられ敗退。3年次の1965年には夏の都予選準々決勝では萩原康弘一塁手、原田治明外野手のいた荏原高に延長15回サヨナラ負け、甲子園には届かなかった。この予選の4回戦では、投手として都立大附高からノーヒットノーランを記録している。高校の1年上に織田、新藤の他、一塁手の内田圭一、同期に遊撃手の荒川（出沢）尭がいる。
投手として臨んだ早大野球部のセレクションは通過できず、高校卒業後は1966年に駒澤大学へ進学。すぐに捕手へ戻ると、東都大学野球リーグでは、柔軟な体と強いリストを利した打撃で1年次の同年秋季リーグからマスクを被る。1年上のエース野村収とバッテリーを組み、3年次の1968年春季リーグに優勝を経験。同年の全日本大学野球選手権大会では決勝で田淵幸一らのいた法大に敗れ準優勝にとどまる。4年次の1969年には、エース佐藤道郎を擁する日大に春秋季連続優勝を許し、いずれも2位と後退した。リーグ通算94試合出場、326打数84安打、打率.258、12本塁打、53打点を記録した。ベストナイン4回（捕手3回、一塁手1回）受賞。大学同期に同じくヤクルト入りした内田順三外野手がいる。

### 現役時代
1969年のドラフトでヤクルトアトムズから7位で指名され、大学卒業後の1970年に入団。同期入団の1位指名は高卒で同じ捕手の八重樫幸雄であり、当時のスカウト部長も「プロで通用するか不安だったが、勝負強い打撃が魅力」と語ったように、捕手として以上に打者として期待されてのプロ入りであった。1年目の同年には当時の正捕手加藤俊夫が交通事故を引き起こし、球団から出場停止処分を受けたこともあり、5月末からレギュラーとしてマスクを被る。最終的には93試合に出場し、打率は.204に留まったが強肩で評価を高めた。投手がウエストしなくても矢のような送球で盗塁を刺しまくり、投手陣は「走られても大矢なら安心」と打者に神経を集中できるようになった。逆に柴田勲らセ・リーグの俊足選手達は、「大矢のときは走っても無駄」と思うようになる。実際に柴田が45盗塁で4度目の盗塁王となった1972年、ヤクルト戦では5チームのうち最少の4回しか成功しておらず、盗塁成功率.400であった。阪神戦では最多の14回、広島戦では最高の盗塁成功率.857であり、大矢の存在の大きさが分かる形となった。早実入学時はむしろ弱肩で悩んでいたが、それでも必死の努力でフォームの精度を上げ、さらには投手兼任であったこともあり、打撃投手を買って出ながら肩を鍛えた。
1971年には初の規定打席（23位、打率.231）に到達し、オールスターゲームでもファン投票で初出場を果たす。2年目に就任した三原脩監督に目をかけられ配球術を学び、試合前の練習中には外野のフェンスに沿って手を組みながら歩く三原の後ろをついていったが、話の大半はリードのことであった。三原の話に熱が入りすぎて、大矢は打撃練習ができない日がしょっちゅうあった。同年に完全にレギュラーを獲得。
1972年には第1回ダイヤモンドグラブを受賞。右腕の松岡弘、左腕の安田猛ら左右両輪と同年齢であったこともあり、投手陣からも絶大な信頼を集めた。ベテランの石戸四六は「キャッチングがうまい。いい音で捕ってくれる」、石岡康三は「グイグイ強気で引っ張ってくれる」と評価し、的確な捕球、投手の長所を引き出す頭脳的で巧みなリード、冷静な判断力や高い守備率も魅力であった。
その後はオールスター6度出場（1972年, 1974年 - 1975年, 1978年 - 1980年）、5度のダイヤモンドグラブ賞（1975年 - 1978年, 1980年）、2度のベストナイン（1978年, 1980年）という球界を代表する捕手になった。またリーグトップの盗塁阻止率5度、11年間（1970年 - 1980年）で10度の盗塁阻止率4割を記録するなど強肩として知られる。
1978年には前年に痛めた右手甲の骨折が完治しないままシーズンに入ったが118試合に出場し、打率.268という好成績を残してベストナインに初選出された。辛口で知られた広岡達朗監督も、「大矢の魅力は、すべてに合格点をつけられるところ。ベストナインは当たり前でしょう」と言い切った。試合前に湯で患部を温めながらも出場を続け、正捕手として球団史上初のリーグ優勝に貢献し、4月5日の阪神戦（神宮）では安田の代打で古沢憲司からサヨナラ本塁打を打っている。阪急との日本シリーズでも全7戦に先発出場し24打数6安打4打点1本塁打を記録、投手陣を好リードしチームを日本一に導く。10月18日の第4戦（西宮球場）では松岡弘とのバッテリーで福本豊の盗塁を刺した。10月22日の第7戦（後楽園）では5回裏二死ながら二塁に大矢をおいて、デーブ・ヒルトンが打席に入った。ヒルトンはニ遊間に高いバウンドのゴロを放ち、ボビー・マルカーノがこれを掴んで一塁に転送するが、セーフの判定、この判定に不服の加藤英司が抗議する間に大矢が隙を突いて本塁を陥れて1点を勝ち越した。その後試合は大杉勝男の本塁打を巡って1時間19分の抗議が行われた後にヤクルトが日本一に輝いた。ベテランになっても手を抜かず、真面目で練習熱心であり、基本練習に手抜きはなかった。
1980年には打率.283（16位）の好成績を残し、打率だけでなく自己最多の50打点と勝負強さも発揮。ヤクルトは前年の最下位から2位に躍進し、2年ぶり2度目のベストナイン選出も果たす。
1981年に故障して膝に水が溜まるようになってからは攻守両面で大きく成績を落とすが、同年7月15日の中日戦（神宮）では小松辰雄から通算1000安打を放つ。
1983年には八重樫に正捕手の座を明け渡した。
1984年からはコーチを兼任。医者から「これ以上やったら50歳で歩けなくなりますよ」と言われた。
1985年に38歳で現役を引退。同年10月23日の横浜大洋ホエールズ戦（明治神宮野球場）で引退試合が行われ、共に引退する松岡弘と最後のバッテリーを組んだ。

### 引退後
引退後は日本テレビ系列の解説者に内定していたが、松園尚巳オーナーの鶴の一声で、フジテレビ・ニッポン放送野球解説者（1986年 - 1992年）として活動。その傍らでフジテレビ系『ものまね王座決定戦』の審査員も長く務め、現役時代を知らなかった、もしくは野球に興味を持っていなかったお茶の間の視聴者にも大矢の名前と顔が広く知られた。
1991年オフには日本ハムファイターズから監督の要請を受けるが、交渉が難航し就任に至らなかった。
1993年から1995年まで近藤昭仁監督率いる横浜ベイスターズ一軍バッテリーコーチを務め、谷繁元信を徹底的に鍛え上げて一流の捕手へと育てた。
1996年、前年度チーム16年ぶりの勝ち越しを決めながらも退任した近藤の後任として監督に昇格。1年目は春先は好調も、最下位であった阪神に1ゲーム差と迫られ、同一リーグ全球団負け越しを喫する5位と、完全最下位寸前の成績に終わる。
1997年にはマシンガン打線を擁し、8月には脅異の20勝6敗の快進撃で、首位ヤクルトに2.5ゲーム差まで迫るが、9月以降失速しヤクルトと11ゲーム差にまで離されるも、シーズン2位の成績を残す。しかし同年シーズン終盤、小山昭吉バッテリーコーチ、野手チーフコーチの弘田澄男の解任を示唆されたことで球団と対立し、監督を辞任した。
辞任後はフジテレビ・ニッポン放送野球解説者（1998年 - 2006年）・サンケイスポーツ野球評論家（1998年 - 2000年）を務める。1998年オフには野村克也のヤクルト監督退任時に後任候補として名が挙がっていたが「教え子たちと戦うことは辛い」として辞退。プロ野球キャンプで沖縄にお世話になった恩返しとして、硬式野球チーム「SOLA沖縄（現・大矢ベースボールクラブ）」で総監督を務め、沖縄の中学生への野球指導も始める。教え子には山川穂高、大城卓三らがいる。

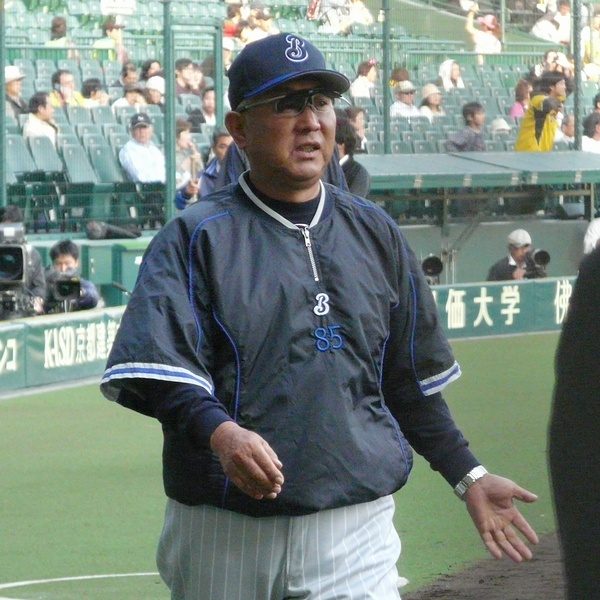
2009年4月30日

2007年、低迷していたチームの切り札として10年ぶりに横浜の監督に復帰。1年目はシーズン4位の成績を残す。
2008年は優勝した巨人に36.5ゲーム差、5位ヤクルトに19ゲーム差も離されるなど開幕から最下位から抜け出せないままシーズンを終了。
2009年も開幕からチームは6連敗をするなど、37試合を終えた時点で13勝24敗と最下位に低迷。同年5月18日をもって無期限休養に入り、シーズン終了後、正式に退任した。
2010年からは再びフジテレビ・ニッポン放送野球解説者に復帰している。また、「サントリー ザ・プレミアム・モルツ ドリームマッチ」でモルツ球団に相対するチーム「ドリームヒーローズ」のゼネラルマネージャーを務めている。

## プレースタイル
それまでの「太め、鈍足」という印象のあった捕手像とはそぐわないスマートな身体・甘いマスクの持ち主で、「鉄砲肩の殺し屋」と称された球界一とも言われる強肩と勝負強い打撃を武器に、長きにわたり正捕手として活躍。球審の特徴や癖を把握してゲームに活かすのが上手く、松岡、安田などヤクルトの投手が活躍した陰には、大矢の功績が大きいと言われる。

## 監督として

### 第1期監督時代
第1期では三塁手として3年連続でゴールデングラブ賞を獲得していた石井琢朗を遊撃手に、遊撃手だった進藤達哉を二塁手に、二塁手だったロバート・ローズを三塁手へと入れ替える、（一塁手の駒田徳広以外の）内野総コンバート策を打ち出したり、当時手薄だった先発陣を増強するために、リーグを代表する中継ぎエースであった盛田幸希を先発投手に転向させ、先発・中継ぎ・抑えと便利屋的な役割を担っていた五十嵐英樹をセットアッパーに固定した。石井は遊撃手としてのチーム歴代最多出場記録を残す遊撃手に成長したものの、進藤は遊撃手とは異なる二塁手の逆スローの動きから腰を故障をして早々に戦線を離脱。ローズも三塁でエラーを多発したため5月末にはレギュラー不在の二塁手に戻り、復帰した進藤は空いた三塁に入って、実質石井と進藤の入れ替えという形になった。また、五十嵐のセットアッパー転向は成功したものの、盛田の先発転向は成功しなかった。
1996年は、前年に先発ローテーション投手に2桁勝利投手が1人もいなかったという状況から、先発投手陣に完投を求め、完投数はリーグ2位の25を記録した。特にエース格の斎藤隆には延長戦を1人で投げさせるなど11完投をさせている。しかし完投こそ増えたものの失点はリーグワーストの660点を記録し、チーム防御率も同じくリーズワーストの4.67と、前年度の4.37よりさらに悪化した。
また第1期は、コーチ時代からマンツーマンで指導していた、それまで半レギュラー扱いであった谷繁元信を積極的に起用し、リーグを代表する捕手に育て上げている。
1997年は、大矢の施したチーム改革が浸透してシーズン最終盤までヤクルトと優勝争いを繰り広げた。8月に20勝6敗の驚異的ペースで勝ち星を積み上げて首位ヤクルトとゲーム差3.5まで追いすがるが、9月2日の直接対決で石井一久にノーヒットノーランを喫し、翌日も先発した田畑一也を3回途中で降板させる野村克也監督の非情采配を前に力尽きた。最終的にリーグ2位の成績を残しながらも解任され、シーズン最終戦後、大矢は選手たちに胴上げされた。

### 第2期監督時代
第1期監督時代にコーチだったヘッド兼打撃コーチに弘田、投手コーチに齊藤明雄を招聘した。前年の2006年から外野のレギュラーを務めていた吉村裕基を一塁手へ、牛島和彦監督時代に「クアトロK」と呼ばれていた中継ぎ投手陣の加藤武治と川村丈夫を先発へ、中継ぎ左腕不足の事情から那須野巧を先発から中継ぎへ、2008年のシーズン途中には吉見祐治を先発と中継ぎを掛け持ちさせ、同じくシーズン途中から先発の寺原隼人を、マーク・クルーンの移籍によって手薄になっていた抑えへ転向させるなど、第1期同様積極的なコンバート策を打っている。2007年の那須野はほぼ年間を通して左の中継ぎとして活躍したが、加藤と川村はローテーションを守れず、失敗に終わっている。また、吉村の一塁コンバートにより、前年2006年の不調から一転して開幕から復調したベテラン一塁手・佐伯貴弘は年間を通じて外野手として出場することになった。
また2008年、2009年は先発投手陣が弱かったため、リリーフに頼らざるをえない状況であった。ワンポイント継投が多く、一試合に多数の投手を起用することがしばしばあった。
投手の起用法については「ベテランに敗戦処理をさせても意味はない（プライドを傷つけられて腐るだけ）」「若い、経験の少ない投手なら敗戦処理でも『投げさせてもらえる』とプラスに作用させられる」という持論を持っている。
正捕手には2007年、2008年に相川亮二を起用した。2008年オフに相川がFA移籍したため阪神からFAで野口寿浩を獲得して2009年に臨んだ。が、運悪く野口がキャンプ中に右肩の腱を断裂してしまい、ルーキーの細山田武史に期待を掛け、積極的に起用していたが、大矢自身はシーズン途中で休養に追い込まれた。
結果として1年目は4位で終われたものの、2年目・3年目ともに90敗・勝率3割台で、首位とのゲーム差が2年目36.5、3年目42.5と大きく差をつけられての最下位となった。

## 詳細情報

### 年度別打撃成績
| 年 度      | 球 団      | 試 合 | 打 席 | 打 数 | 得 点 | 安 打 | 二 塁 打 | 三 塁 打 | 本 塁 打 | 塁 打 | 打 点 | 盗 塁 | 盗 塁 死 | 犠 打 | 犠 飛 | 四 球 | 敬 遠 | 死 球 | 三 振 | 併 殺 打 | 打 率 | 出 塁 率 | 長 打 率 | O P S |
| ---------- | ---------- | ----- | ----- | ----- | ----- | ----- | -------- | -------- | -------- | ----- | ----- | ----- | -------- | ----- | ----- | ----- | ----- | ----- | ----- | -------- | ----- | -------- | -------- | ----- |
| 1970       | ヤクルト   | 93    | 281   | 255   | 17    | 52    | 10       | 1        | 6        | 82    | 27    | 1     | 2        | 9     | 0     | 16    | 4     | 1     | 43    | 7        | .204  | .254     | .322     | .575  |
| 1971       | ヤクルト   | 127   | 432   | 377   | 29    | 87    | 16       | 3        | 10       | 139   | 40    | 2     | 3        | 18    | 5     | 28    | 7     | 4     | 39    | 9        | .231  | .287     | .369     | .656  |
| 1972       | ヤクルト   | 120   | 416   | 361   | 44    | 97    | 24       | 2        | 5        | 140   | 40    | 6     | 2        | 15    | 4     | 36    | 12    | 0     | 33    | 9        | .269  | .332     | .388     | .719  |
| 1973       | ヤクルト   | 121   | 393   | 355   | 28    | 67    | 8        | 2        | 7        | 100   | 21    | 3     | 2        | 10    | 3     | 25    | 7     | 0     | 46    | 14       | .189  | .240     | .282     | .522  |
| 1974       | ヤクルト   | 130   | 471   | 431   | 31    | 103   | 20       | 0        | 13       | 162   | 41    | 6     | 3        | 6     | 4     | 28    | 7     | 2     | 44    | 11       | .239  | .286     | .376     | .662  |
| 1975       | ヤクルト   | 130   | 466   | 436   | 27    | 106   | 17       | 0        | 9        | 150   | 43    | 2     | 3        | 0     | 4     | 26    | 8     | 0     | 38    | 14       | .243  | .283     | .344     | .627  |
| 1976       | ヤクルト   | 122   | 454   | 408   | 30    | 93    | 17       | 1        | 7        | 133   | 42    | 4     | 4        | 9     | 1     | 34    | 3     | 2     | 29    | 14       | .228  | .290     | .326     | .616  |
| 1977       | ヤクルト   | 85    | 308   | 282   | 28    | 71    | 14       | 1        | 8        | 111   | 29    | 1     | 1        | 4     | 4     | 17    | 7     | 1     | 30    | 5        | .252  | .293     | .394     | .686  |
| 1978       | ヤクルト   | 118   | 408   | 365   | 44    | 98    | 13       | 0        | 7        | 132   | 44    | 2     | 2        | 13    | 3     | 26    | 2     | 1     | 29    | 10       | .268  | .316     | .362     | .678  |
| 1979       | ヤクルト   | 100   | 342   | 321   | 26    | 87    | 10       | 0        | 6        | 115   | 31    | 6     | 3        | 4     | 1     | 11    | 1     | 5     | 32    | 7        | .271  | .305     | .358     | .663  |
| 1980       | ヤクルト   | 110   | 404   | 368   | 35    | 104   | 15       | 3        | 8        | 149   | 50    | 1     | 10       | 4     | 4     | 25    | 2     | 3     | 32    | 14       | .283  | .330     | .405     | .735  |
| 1981       | ヤクルト   | 82    | 234   | 213   | 21    | 47    | 8        | 3        | 2        | 67    | 23    | 2     | 1        | 9     | 2     | 10    | 1     | 0     | 18    | 10       | .221  | .253     | .315     | .568  |
| 1982       | ヤクルト   | 81    | 271   | 247   | 16    | 67    | 9        | 0        | 1        | 79    | 18    | 3     | 1        | 2     | 3     | 18    | 7     | 1     | 25    | 5        | .271  | .320     | .320     | .640  |
| 1983       | ヤクルト   | 66    | 178   | 150   | 12    | 39    | 5        | 1        | 2        | 52    | 20    | 1     | 1        | 5     | 2     | 21    | 5     | 0     | 16    | 3        | .260  | .347     | .347     | .693  |
| 1984       | ヤクルト   | 50    | 89    | 77    | 10    | 23    | 1        | 1        | 2        | 32    | 9     | 1     | 0        | 4     | 0     | 7     | 0     | 1     | 6     | 1        | .299  | .365     | .416     | .780  |
| 1985       | ヤクルト   | 17    | 20    | 19    | 1     | 3     | 1        | 0        | 0        | 4     | 1     | 0     | 0        | 1     | 0     | 0     | 0     | 0     | 6     | 0        | .158  | .158     | .211     | .368  |
| 通算：16年 | 通算：16年 | 1552  | 5167  | 4665  | 399   | 1144  | 188      | 18       | 93       | 1647  | 479   | 41    | 38       | 113   | 40    | 328   | 73    | 21    | 466   | 133      | .245  | .295     | .353     | .648  |

- 各年度の太字はリーグ最高

### 年度別守備成績
| 年 度 | 球 団    | 捕手  | 捕手     | 捕手     | 捕手     | 捕手     | 捕手  |
| 年 度 | 球 団    | 試 合 | 企 図 数 | 許 盗 塁 | 盗 塁 刺 | 阻 止 率 | 失 策 |
| ----- | -------- | ----- | -------- | -------- | -------- | -------- | ----- |
| 1970  | ヤクルト | 88    | 88       | 38       | 50       | .568     | 3     |
| 1971  | ヤクルト | 126   | 144      | 85       | 59       | .410     | 12    |
| 1972  | ヤクルト | 119   | 80       | 36       | 44       | .550     | 4     |
| 1973  | ヤクルト | 121   | 71       | 41       | 30       | .424     | 5     |
| 1974  | ヤクルト | 130   | 87       | 39       | 48       | .552     | 6     |
| 1975  | ヤクルト | 130   | 104      | 54       | 50       | .481     | 2     |
| 1976  | ヤクルト | 121   | 82       | 41       | 41       | .500     | 3     |
| 1977  | ヤクルト | 84    | 59       | 32       | 27       | .458     | 2     |
| 1978  | ヤクルト | 114   | 82       | 48       | 34       | .415     | 7     |
| 1979  | ヤクルト | 92    | 76       | 47       | 29       | .382     | 4     |
| 1980  | ヤクルト | 110   | 103      | 55       | 48       | .466     | 2     |
| 1981  | ヤクルト | 65    | 53       | 33       | 20       | .377     | 2     |
| 1982  | ヤクルト | 79    | 67       | 54       | 13       | .194     | 2     |
| 1983  | ヤクルト | 56    | 52       | 41       | 11       | .212     | 3     |
| 1984  | ヤクルト | 47    | 19       | 15       | 4        | .211     | 1     |
| 1985  | ヤクルト | 15    | 9        | 8        | 1        | .111     | 1     |
| 通算  | 通算     | 1497  | 1176     | 667      | 509      | .433     | 59    |

- 各年度の太字はリーグ最高
- 太字年はダイヤモンドグラブ賞の受賞

### 年度別監督成績
| 年度      | 球団      | 順位      | 試合 | 勝利 | 敗戦 | 引分 | 勝率 | ゲーム差               | チーム 本塁打          | チーム 打率            | チーム 防御率          | 年齢                   |
| --------- | --------- | --------- | ---- | ---- | ---- | ---- | ---- | ---------------------- | ---------------------- | ---------------------- | ---------------------- | ---------------------- |
| 1996年    | 横浜      | 5位       | 130  | 55   | 75   | 0    | .433 | 22.0                   | 85                     | .270                   | 4.67                   | 49歳                   |
| 1997年    | 横浜      | 2位       | 135  | 72   | 63   | 0    | .533 | 11.0                   | 105                    | .273                   | 3.70                   | 50歳                   |
| 2007年    | 横浜      | 4位       | 144  | 71   | 72   | 1    | .497 | 9.0                    | 124                    | .265                   | 4.01                   | 60歳                   |
| 2008年    | 横浜      | 6位       | 144  | 48   | 94   | 2    | .338 | 36.5                   | 145                    | .266                   | 4.74                   | 61歳                   |
| 2009年    | 横浜      | 6位       | 144  | 51   | 93   | 0    | .354 | 42.5                   | 128                    | .239                   | 4.36                   | 62歳                   |
| 通算：5年 | 通算：5年 | 通算：5年 | 590  | 259  | 328  | 3    | .441 | Aクラス1回、Bクラス4回 | Aクラス1回、Bクラス4回 | Aクラス1回、Bクラス4回 | Aクラス1回、Bクラス4回 | Aクラス1回、Bクラス4回 |

※1 1996年は130試合制
※2 1997年から2000年までは135試合制
※3 2007年からは144試合制
※4 2009年はシーズン途中から休養。以降の監督代行は田代富雄。
※5 通算成績は、2009年の休養後の107試合を含めない。

### 表彰
- ベストナイン：2回（1978年、1980年）
- ダイヤモンドグラブ賞：6回（1972年、1975年 - 1978年、1980年）※1972年は捕手部門でのセ・リーグ史上初の受賞[1]、セ・リーグ捕手部門を4年連続は歴代最長タイ（他に古田敦也）
- 月間MVP：1回（1980年8月）

### 記録
初記録
- 初出場：1970年4月22日、対読売ジャイアンツ2回戦（後楽園球場）、7回裏に捕手として出場
- 初先発出場：1970年5月31日、対中日ドラゴンズ9回戦（中日スタヂアム）、8番・捕手として先発出場
- 初安打：同上、4回表に若生智男から中堅へ二塁打
- 初打点：1970年5月31日、対中日ドラゴンズ10回戦（中日スタヂアム）、6回表に水谷寿伸から2点適時打
- 初本塁打：1970年6月4日、対広島東洋カープ6回戦（明治神宮野球場）、4回裏に大羽進から左越2ラン

節目の記録
- 1000試合出場：1978年8月6日、対広島東洋カープ17回戦（藤崎台県営野球場）、7番・捕手として先発出場 ※史上202人目
- 1000安打：1981年7月15日、対中日ドラゴンズ14回戦（明治神宮野球場）、2回裏に小松辰雄から右前安打 ※史上120人目
- 1500試合出場：1984年7月27日、対横浜大洋ホエールズ14回戦（明治神宮野球場）、8番・捕手として先発出場 ※史上79人目

その他の記録
- オールスターゲーム出場：7回（1971年、1972年、1974年、1975年、1978年 - 1980年）

### 背番号
- 32（1970年）
- 27（1971年 - 1985年）
- 75（1993年 - 1995年）
- 81（1996年 - 1997年）
- 85（2007年 - 2009年）[注 9]

## 関連情報

### 出演番組
報道・情報番組
| 期間          | 期間          | 番組名                              | 役職                       | 担当日 | 備考                                               |
| ------------- | ------------- | ----------------------------------- | -------------------------- | ------ | -------------------------------------------------- |
| 1988年4月     | 1992年3月     | プロ野球ニュース（フジテレビ）      | キャスター                 | 休日   |                                                    |
| 1992年4月1日  | 1993年3月31日 | モーニングLIVE（フジテレビ）        | 『スポーツ一番!』担当      | 平日   | フジテレビ・ニッポン放送野球解説者の立場として出演 |
| 2003年        | 2003年        | CSプロ野球ニュース（フジテレビONE） | キャスター                 | 月曜日 |                                                    |
| 2004年        | 2006年        | CSプロ野球ニュース（フジテレビONE） | キャスター                 | 金曜日 |                                                    |
| 2011年9月25日 | 2011年9月25日 | サンデーモーニング（TBSテレビ）     | 『週刊御意見番』ゲスト出演 | 日曜日 |                                                    |

バラエティ番組・その他
- プロ野球中継（フジテレビ系列）
- ニッポン放送ショウアップナイター（ニッポン放送）：1986年 - 1992年、1998年 - 2006年、2010年 -
- SWALLOWS BASEBALL L!VE（フジテレビONE）：2005年 - 2006年、2010年 -
- ものまね王座決定戦（フジテレビ）：審査員として出演
- ドリフのクリスマスプレゼント'82（フジテレビ）：ゲスト（1982年12月23日放送。平松政次(横浜大洋、当時)とともに出演）

ほか

### 著作
- 大矢明彦『プロ野球ニュースおもしろデータ』フジテレビ出版、1987年5月。ISBN 4893531409。 NCID BA56824229。
- 大矢明彦『捕手の目で見るとプロ野球はこんなに面白い』リム出版、1991年6月。ISBN 4871201333。 NCID BA32751903。
- 大矢明彦「敗軍の将,兵を語る 大矢明彦氏(横浜ベイスターズ前監督)--積極野球に悔いはない来年も監督続けたかったが…」『日経ビジネス』第915号、日経BP社、1997年11月10日、109-112頁、ISSN 00290491、NAID 40002806535。
- 大矢明彦『大矢明彦的「捕手」論』二見書房、2002年4月。ISBN 4576020684。 NCID BA57666043。

### 資料映像
- 大矢明彦（2007年）「捕手編」DISC1 『プロ野球の練習法から 新しい「理論」と「実践」を指導 : sports video T&H 』 〈Miracle series. T&HスポーツDVDシリーズ〉ティアンドエイチ株式会社NCID BA76358399。全国書誌番号:21697552。

### 注記
1. ↑  前年にも権藤博をヘッドコーチ格で招聘（）したのに伴い、当時ヘッドコーチだった弘田の解任を打診されたがその際もこれを頑として拒み、その意志が強いことを示すために契約更改の日に頭を丸めて現れた。結局弘田の解任は回避されたが、権藤がバッテリーチーフコーチ、弘田が野手チーフコーチとヘッド格のコーチが2人置かれる事態となった(矢島裕紀彦 1998, pp. &#91, 要ページ番号&#93, )。
2. ↑  深刻な先発投手不足とオープン戦では好投していたので、盛田は翌1997年にも開幕投手を任せられている。
3. ↑  完投数リーグ1位は優勝した巨人の30。
4. ↑  翌年からチーム事情から先発に戻ったが、先発としては結果を残せなかった。
5. ↑  吉村はその翌年には佐伯と入れ替わる形で外野手に戻っている。
6. ↑  第1期時代の先発投手だった野村弘樹が引退、斎藤、川村のリリーフ転向以降、エースの三浦大輔、年によって先発とリリーフを行き来する吉見以外の新たな先発投手が育たず、第2期1年目の2007年は寺原、土肥義弘、工藤公康の移籍先発投手陣の活躍もあり4位に入るも、2008年も寺原のリリーフ転向と土肥、工藤の不調などによって先発陣が不足した。
7. ↑  インターネット上の掲示板サイト、SNS系サイトでは、マシンガン打線をもじって「マシンガン継投」と揶揄（）されるほどであった[要出典]。
8. ↑  大矢退任後も先発陣の弱体化が続いたため、後任の尾花高夫も頻繁に投手交代を行っており、尾花は2011年に1シーズンの投手登板のべ人数664人の新記録を作っている。
9. ↑  2度目の横浜監督就任時の背番号85は第1期横浜監督時代にバッテリーコーチを務め、前年に白血病で死去した小山昭晴の背番号を選んだ。